# Liangguang, Guangdong
Liangguang (kinesiska: 良光) är en köping i sydöstra Kina. Den ligger i Huazhou i staden Maoming i provinsen Guangdong, omkring 330 kilometer sydväst om provinshuvudstaden Guangzhou. Antalet invånare är 57 469. Befolkningen består av 28 686 kvinnor och 28 783 män. Barn under 15 år utgör 31 %, vuxna 15-64 år 59 %, och äldre över 65 år 9,0 %.